# Coppell
Coppell és una població dels Estats Units a l'estat de Texas. Segons el cens del 2000 tenia 39.494 habitants.

## Demografia
Segons el cens del 2000, Coppell tenia 35.958 habitants, 12.211 habitatges, i 9.781 famílies. La densitat de població era de 933,7 habitants/km².
Dels 12.211 habitatges en un 54,6% hi vivien nens de menys de 18 anys, en un 69,7% hi vivien parelles casades, en un 8,1% dones solteres, i en un 19,9% no eren unitats familiars. En el 16,1% dels habitatges hi vivien persones soles l'1,5% de les quals corresponia a persones de 65 anys o més que vivien soles. El nombre mitjà de persones vivint en cada habitatge era de 2,94 i el nombre mitjà de persones que vivien en cada família era de 3,34.
Per edats la població es repartia de la següent manera: un 34,7% tenia menys de 18 anys, un 4,5% entre 18 i 24, un 39% entre 25 i 44, un 19,3% de 45 a 60 i un 2,6% 65 anys o més.
L'edat mediana era de 34 anys. Per cada 100 dones de 18 o més anys hi havia 93,2 homes.
La renda mediana per habitatge era de 96.935$ i la renda mediana per família de 106.630$. Els homes tenien una renda mediana de 76.681$ mentre que les dones 43.750$. La renda per capita de la població era de 40.219$. Aproximadament l'1,4% de les famílies i l'1,9% de la població estaven per davall del llindar de pobresa.

## Poblacions més properes
El següent diagrama mostra les poblacions més properes.